# Croydon Shire
Koordinaten: 18° 12′ S, 142° 14′ O

Das Shire of Croydon ist ein lokales Verwaltungsgebiet (LGA) im australischen Bundesstaat Queensland. Das Gebiet ist 29.498 km² groß und hat etwa 300 Einwohner.

## Geografie
Das Shire liegt im Norden des Staats am Südende der Kap-York-Halbinsel etwa 1510 km nordöstlich der Hauptstadt Brisbane.
Der einzige Ort und Verwaltungssitz der LGA ist Croydon.

## Geschichte
Benannt ist das Gebiet nach der Heimatstadt eines englischen Siedlers, der dort im 19. Jahrhundert eine Viehfarm namens Croydon Downs gründete. Die Ortschaft Croydon entstand nach Goldfunden in der Gegend und bekam 1887 eine lokale Verwaltung.

## Verwaltung
Der Croydon Shire Council hat fünf Mitglieder. Der Mayor (Bürgermeister) und vier weitere Councillor werden von allen Bewohnern des Shires gewählt. Die LGA ist nicht in Wahlbezirke unterteilt.